# Mitch Larkin
Mitchell "Mitch" Larkin, född 9 juli 1993 i Queensland, Australien, är en australiensisk simmare. Larkin deltog vid olympiska sommarspelen 2012 och blev dubbel världsmästare (100 och 200 meter ryggsim) vid världsmästerskapen i simport 2015.
Vid olympiska sommarspelen 2020 i Tokyo tog Larkin sig till final och slutade på 7:e plats på 100 meter ryggsim samt slutade på 10:e plats på 200 meter medley. Han var även en del av Australiens lag som slutade på 5:e plats på 4×100 meter medley.